# James Lichtenstein
James Lichtenstein (Chicago, 24 de octubre de 1994) es un deportista estadounidense que compite en saltos de gran altura.
Ganó una medalla de oro en el Campeonato Mundial de Natación de 2025, en la prueba de 27 m.
Estudió Finanzas en la Universidad de Notre Dame.

## Palmarés internacional
| Campeonato Mundial | Campeonato Mundial  | Campeonato Mundial | Campeonato Mundial |
| Año                | Lugar               | Medalla            | Prueba             |
| ------------------ | ------------------- | ------------------ | ------------------ |
| 2025               | Singapur (Singapur) | Medalla de oro     | 27 m               |